# Plug & Play (album)
Plug & Play è il secondo album di Danijay, pubblicato nel 2008 utilizzando un concept innovativo. Il contenuto dell'album si trova in un lettore multimediale mp4 contenente 31 canzoni, ma anche 5 video, varie foto e ulteriori contenuti speciali.

## Tracce musicali
1. Ride a girl - 4:16
2. Il gioco dell'amore - 4:19 (Remix)
3. Quando piove - 4:45 (Dance mix)
4. I fiori di lillà - 4:33 (Remix)
5. Angel - 4:48
6. Better with U - 4:05
7. Senza fretta - 5:22
8. You're my destiny - 6:36 (vs S.T.B.)
9. Catch me - 5:34 (vs Provenzano Dj)
10. Egoist - 6:10 (vs Overland)
11. Fly - 3:48 (Feat Rox & D_Angel)
12. Back 2 U - 3:55
13. Until the morning - 4:14
14. Ride the way - 5:11 (vs Provenzano Dj)
15. The night Before - 5:30 (vs TBM dj) (Extended YoHo)
16. Revolution - 6:10 (vs LoveForce)
17. Happiness - 5:30 (LoveForce remix)
18. Experience - 6:21 (vs Iacono)(Mash up contest winners)
19. Time4Xmas - 4:47 (The Dance floor mix)
20. The sound of love - 6:05 (Sander remix)
21. Everytime - 5:37 (Dee Bee - Danijay remix)
22. Consequence - 5:15 (vs Overland)
23. Oui c'est l'amour - 4:56 (vs TBM dj)
24. Catch me - 4:56 (vs Provenzano Dj - Danijay Jump remix)
25. Ritmo d'effetto - 3:34
26. Tonight - 4:57 (2007 Remix)
27. Ask 4 More - 5:58 (vs Overland
28. Right or wrong - 3:56 (Provenzano dj feat. Lizzy B. - Danijay remix)
29. Stay with me - 6:09 (vs Iacono) (Mrk Dj remix)
30. Time4Xmas - 3:34 (Radio edit)
31. Quando piove - 4:41 (Pop Rock)(Bonus track)

## Tracce video
1. Deny's la console di Danijay
2. Videoclip Encanto
3. Foto Backstage
4. Errori e papere
5. Making of Quando Piove